# Jay Rockefeller
Jay Rockefeller (New York, 1937. június 18. –) az Amerikai Egyesült Államok Nyugat-Virginia államának szenátora.